# Крис Бъмстед
Кристофър Адам Бъмстед (на английски: Christopher Adam Bumstead) е канадски професионален културист, 4-кратен победител в конкурса „Мистър Олимпия“ в дивизията на класическия културизъм.

## Биография
Роден е в Отава на 2 февруари 1995 г. Там се занимава в гимназията с много спортове като американски футбол, бейзбол, баскетбол и хокей на лед. На 14 години започва да вдига тежести, като между 9-ти и 12-ти клас теглото му се увеличава от 170 на 225 паунда, като най-много порастват краката му. След като постига добра физика, среща приятеля на сестра му професионалния културист Лейн Валиер, който му помага оттогава насам.

## Кариера
Прави своя състезателен дебют на 19 години през 2014 г. и получава професионалната си карта IFBB на 21 години, след като печели шампионата по културизъм на Северна Америка през 2016 г. След множество шоута стана подгласник на конкурса „Мистър Олимпия“ през 2017 и 2018 г. в дивизията „Класическа физика“, като и в двата случая е изпреварен от Бреън Ансли. Бъмстед се издига до международна слава, като достигна върха на подиума през 2019, 2020 и 2021 г. Това го прави настоящия действащ шампион в мъжкия класически културизъм.

## Мерки
- Височина: 185 см
- Съзтезателно тегло: 108 кг
- Off-season тегло: 118 кг
- Гръден кош: 130 см
- Ръце: 51 см
- Талия: 76 см

## Постижения
- 2016 IFBB North American Championships, Heavyweight, 1-во място (получава IFBB pro card)
- 2016 IFBB Dayana Cadeau Classic, Classic Physique, 3-то място
- 2017 IFBB Pittsburgh Pro, Classic Physique, 1-во място
- 2017 IFBB Toronto Pro, Classic Physique, 1-во място
- 2017 Mr. Olympia, Classic Physique, 2-ро място
- 2018 Mr. Olympia, Classic Physique, 2-ро място
- 2019 Mr. Olympia, Classic Physique, 1-во място
- 2020 Mr. Olympia, Classic Physique, 1-во място
- 2021 Mr. Olympia, Classic Physique, 1-во място
- 2022 Mr. Olympia, Classic Physique, 1-во място
- 2023 Mr. Olympia, Classic Physique, 1-во място
- 2024 Mr. Olympia, Classic Physique, 1-во място